# Achrafieh
Achrafieh Bejrút egyik keleti, felsőközéposztálybeli negyede. Nevét Al-Asraf Halíl egyiptomi szultánról kapta. Adminisztratív szempontból a negyed közepe a Sassine Square téren található, ami Bejrút legmagasabb pontja. Tágabb értelemben Achrafieh a hegy területére vonatkozik, amely északról Gemmayzeh negyed és a déli Badaro negyed között terül el és magába foglalja Rmeil negyedet.
Habár a terület az újkőkor óta voltak lakosok, a mai Achrafieh a 19. század közepén alakult ki, amikor orthodox görög kereskedő családok települtek le a negyedben. A negyed az oszmán uralom és a Francia Mandátum idejéből fennmaradt építészeti örökségekben rendkívül gazdag. A libanoni polgárháború alatt Bejrútott a zöld vonal választotta ketté, ami a muszlim és keresztény negyedeket választotta el. Az addigi többnyire keresztény lakóövezet Achrafieh kereskedelmi övezetté vált. A 2000-es években a város ingatlanbummjának egyik központjává vált.

## Áttekintés
Achrafieh egy szűkutcás lakónegyed, ahol kereskedelmi épületek és irodaházak is nagy számban találhatók. A negyed Bejrút központi és északkeleti elővárosai közötti közlekedés csomópontja. A következő negyedek tartoznak Achrafiehhez:
- Accaoui: Gemmayzeh és Sursock közötti hegy
- Karm el-Zeitoun: Sűrűn lakott negyed, ami az 1920-as évek elején alapítottak örmény menekültek, ahova később szíriai keresztények is betepültek. Szíriai és egyiptomi munkások – főleg férfiak – és Libanon más részeiről származó betelepülők – főleg nők – is laknak itt, akik jellemzően társbérletben laknak, hogy a lakhatási költségeiken spóroljanak.[3]
- Mar Mitr: Főleg otrodox keresztények laknak itt, a Szent Demeter templom a város egyik legfontosabb görög ortodox keresztény temploma, a város egyik legnagyobb görög ortodox temetője is itt található.
- Mar Naqoula: Az itt található Szent Miklós plébiánatemplomról kapta a nevét, itt található a Sursock Street ahol számos villa található, valamint a Szent Miklós lépcső (Escalier de l'Art) és számos iroda is itt helyezkedik el.
- Sassine Square: Bejrút egyik legfontosabb találkozóhelye és kereskedelmi központja. A közelben található az ABC Mall bevásárlóközpont is.
- Sodeco Square: A tér közelében található a város egyetlen zsidó temetője.

## Galéria

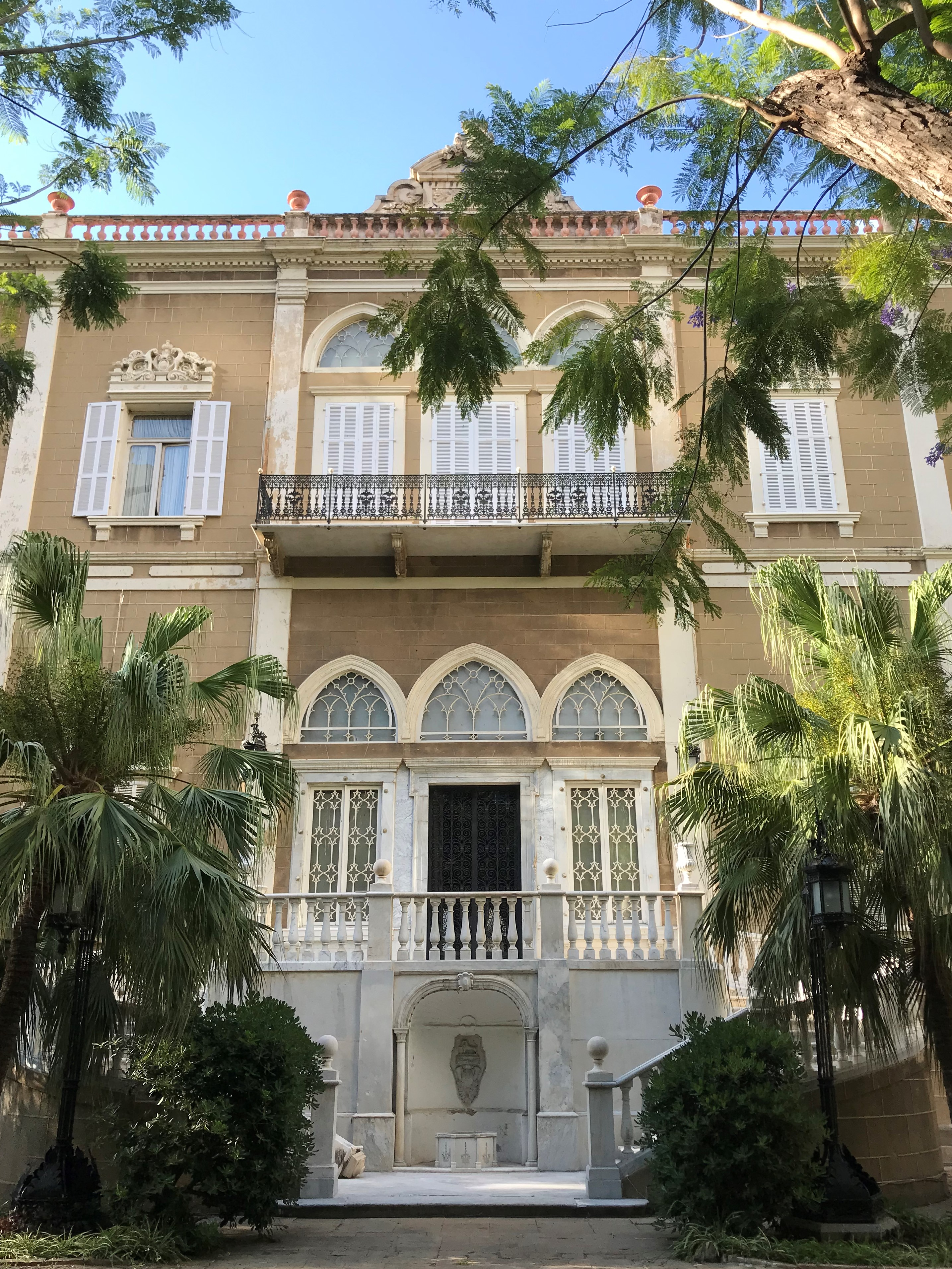
Sursock Palota
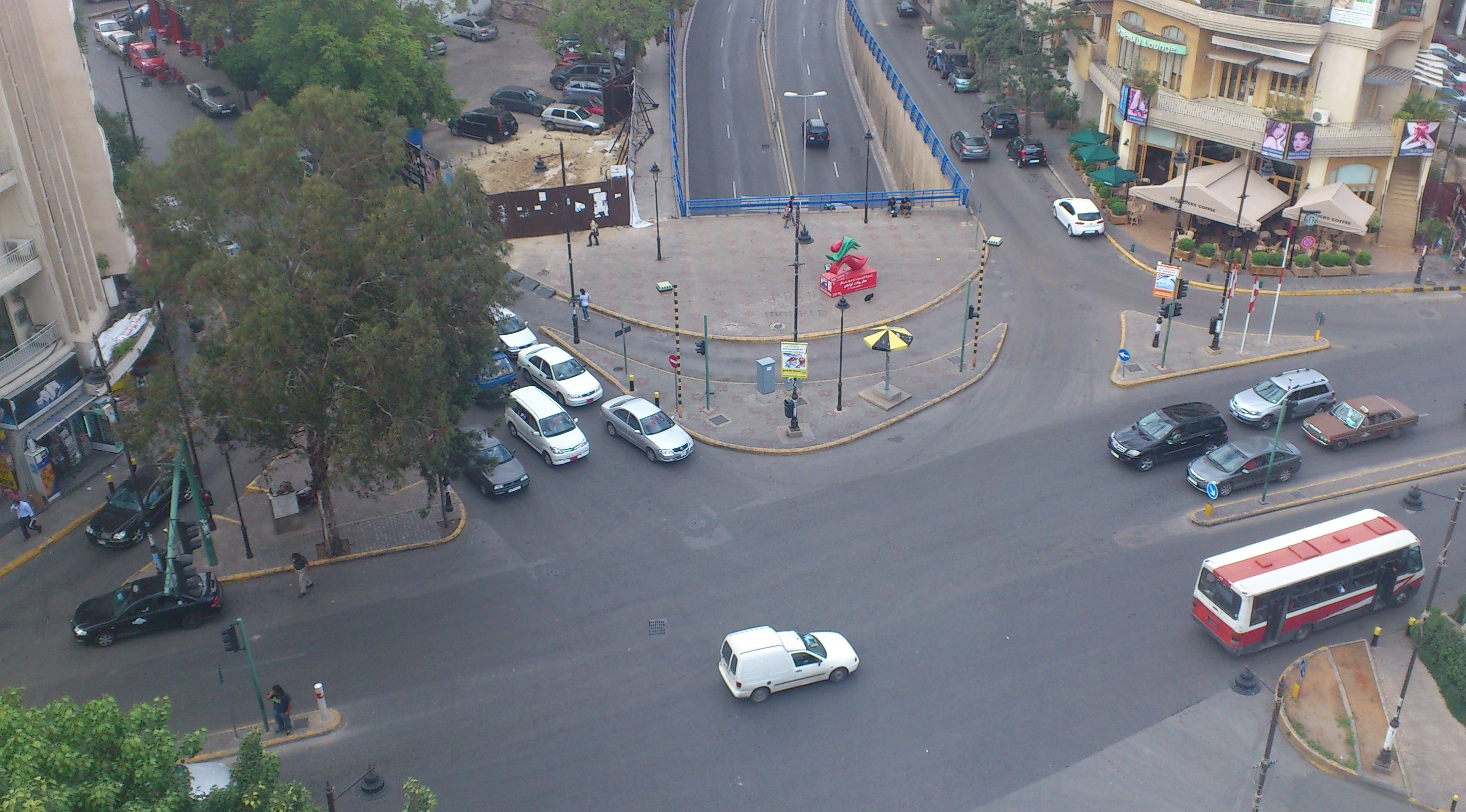
Sassine Square